# Matteo Galvan
Matteo Galvan (Vicenza, 24 agosto 1988) è un velocista italiano.

## Biografia
Specializzato nella velocità e vincitore di 
diversi titoli italiani giovanili e assoluti e di una medaglia di bronzo ai Mondiali allievi 2005 a Marrakeck e di una medaglia d'oro agli Europei Indoor 2009 di Torino; è stato primatista italiano dei 400 metri piani (dal 25 giugno 2016 al 15 giugno 2019) con il tempo di 45"12.

### Gli inizi
Dopo una breve esperienza nelle giovanili del Bolzano Vicentino, Galvan scoperto dal pigmalione dell'atletica Mario Guerra comincia a praticare atletica nel 2004 dopo aver preso parte ai Giochi sportivi studenteschi. Nel 2005 diventa subito campione italiano indoor giovanile nei 200 metri; partecipa poi ai Mondiali allievi dove, sulla medesima distanza, conquista il terzo posto con la terza miglior prestazione stagionale di categoria e sesta assoluta italiana. L'anno successivo, ai Mondiali juniores, raggiunse la finale dei 200 m dove tuttavia viene squalificato.

### 2009
Nel 2009 arriva settimo nella finale dei 400 metri agli Europei indoor di Torino e vince l'oro nella staffetta 4×400 metri. In luglio partecipa ai XVI Giochi del Mediterraneo di Pescara conquistando il bronzo nei 200 metri; successivamente partecipa agli Europei under 23 arrivando ad un solo centesimo dalla medaglia di bronzo nei 200 con il tempo di 20"62, nuovo primato personale e migliore prestazione italiana dell'anno, nonché tempo che gli permette di conquistare il minimo B per gareggiare ai Mondiali di Berlino, dove parteciperà anche nei 400 metri grazie al 45"88 dei campionati italiani assoluti di Milano del 2 agosto.

### 2010
Il 29 luglio 2010 prende parte agli Europei di Barcellona non riuscendo però ad andare oltre i turni di qualificazione con un tempo di 20"96. Il 25 giugno 2011, a Torino si laurea a sorpresa campione italiano sui 100 metri piani (non la sua specialità) con il tempo di 10"38, battendo atleti più accreditati come Collio, Cerutti e Di Gregorio. Diventa così il secondo atleta italiano (dopo Pierfrancesco Pavoni) ad aver vinto un titolo assoluto nelle tre discipline della velocità outdoor: 100, 200 e 400 metri.

### 2011
Dopo gli Europei di Barcellona, si è sottoposto ad un intervento per risolvere un problema tendineo. Dall'autunno 2011 si è trasferito in Florida, a Bradenton, per allenarsi sotto la guida del tecnico Loren Seagrave (già allenatore di atleti del calibro di Justin Gatlin e Shawn Crawford).

### 2013
Dopo un paio d'anni di affannamento, si riaffaccia alla ribalta internazionale nel giugno 2013, cogliendo prima un quinto posto al Campionato Europeo per Nazioni di Gateshead nei 400m, con il tempo di 46"53, e la settimana seguente conquistando due ori ai XVII Giochi del Mediterraneo di Mersin in Turchia, sempre nei 400m, gara nella quale ha anche stabilito il primato personale di 45"59 che gli ha anche dato la possibilità di partecipare ai Mondiali di Mosca, e poi con la 4x400m, composta anche da Lorenzo Valentini, Isalbet Juarez e Michele Tricca, che si è aggiudicata il titolo con il tempo di 3'04"61.
A fine anno ha interrotto l'esperienza in Florida e si è trasferito a Rieti, dove tuttora vive ed è allenato da Maria Chiara Milardi.
Nel 2014 Galvan, durante il Meeting internazionale di Rieti, stabilisce la migliore prestazione italiana sulla distanza spuria dei 300m con il tempo di 32"01', togliendolo alla freccia del sud Pietro Mennea.
Nel 2016 partecipa ai Giochi Olimpici di Rio gareggiando nei 200m e 400m.

## Record nazionali
Seniores
- 300 metri piani: 32"01 ( Rieti, 7 settembre 2014)

Promesse (under 23)
- 400 metri piani indoor: 46"26 ( Torino, 21 febbraio 2009)

## Palmarès
| Anno | Manifestazione          | Sede           | Evento      | Risultato  | Prestazione | Note                                     |
| ---- | ----------------------- | -------------- | ----------- | ---------- | ----------- | ---------------------------------------- |
| 2005 | Mondiali allievi        | Marrakech      | 200 m piani | Bronzo     | 21"14       | Miglior prestazione personale            |
| 2006 | Mondiali juniores       | Pechino        | 200 m piani | Finale     | dq          |                                          |
| 2007 | Europei juniores        | Hengelo        | 200 m piani | 7º         |             |                                          |
| 2009 | Europei indoor          | Torino         | 400 m piani | 6º         | 48"23       |                                          |
| 2009 | Europei indoor          | Torino         | 4×400 m     | Oro        | 3'06"68     |                                          |
| 2009 | Giochi del Mediterraneo | Pescara        | 200 m piani | Argento    | 20"92       |                                          |
| 2009 | Europei under 23        | Kaunas         | 200 m piani | 4º         | 20"62       | Miglior prestazione personale            |
| 2009 | Europei under 23        | Kaunas         | 4×400 m     | Argento    | 3'03"79     |                                          |
| 2009 | Mondiali                | Berlino        | 400 m piani | Semifinale | 46"87       |                                          |
| 2010 | Europei                 | Barcellona     | 200 m piani | Batteria   | 20"96       |                                          |
| 2013 | Giochi del Mediterraneo | Mersin         | 400 m piani | Oro        | 45"59       | Miglior prestazione personale            |
| 2013 | Giochi del Mediterraneo | Mersin         | 4×400 m     | Oro        | 3'04"61     |                                          |
| 2013 | Mondiali                | Mosca          | 400 m piani | Semifinale | 45"69       |                                          |
| 2013 | Mondiali                | Mosca          | 4×100 m     | Batteria   | 38"49       |                                          |
| 2013 | Mondiali                | Mosca          | 4×400 m     | Batteria   | 3'03"88     | Miglior prestazione personale stagionale |
| 2014 | Europei                 | Zurigo         | 400 m piani | Semifinale | 46"32       |                                          |
| 2014 | Europei                 | Zurigo         | 4×400 m     | Batteria   | 3'04"74     | Miglior prestazione personale stagionale |
| 2015 | Europei indoor          | Praga          | 400 m piani | 6º         | 46"87       |                                          |
| 2015 | World Relays            | Nassau         | 4×100 m     | 13º        | 39"23       |                                          |
| 2016 | Europei                 | Amsterdam      | 400 m piani | 8º         | 45"80       |                                          |
| 2016 | Europei                 | Amsterdam      | 4×400 m     | Batteria   | 3’06”07     | Miglior prestazione personale stagionale |
| 2016 | Giochi olimpici         | Rio de Janeiro | 200 m piani | Semifinale | 20"88       |                                          |
| 2016 | Giochi olimpici         | Rio de Janeiro | 400 m piani | Batteria   | 46"07       |                                          |
| 2018 | Giochi del Mediterraneo | Tarragona      | 4×400 m     | Oro        | 3'03"54     |                                          |
| 2018 | Europei                 | Berlino        | 400 m piani | Semifinale | 45"17       | Miglior prestazione personale stagionale |
| 2018 | Europei                 | Berlino        | 4×400 m     | 6º         | 3'02"34     |                                          |
| 2019 | Mondiali                | Doha           | 4×400 m     | 6º         | 3'02"78     |                                          |

## Campionati nazionali
- 1 volta campione nazionale nei 100 metri piani (2011)
- 1 volta campione nazionale nei 200 metri piani (2008)
- 6 volte campione nazionale nei 400 metri piani (2009, 2013, 2014, 2015, 2016, 2019)

2007
- Argento ai campionati italiani assoluti, 200 m piani - 21"25

2008
- Oro ai campionati italiani assoluti, 200 metri - 20"97

2009
- Oro ai campionati italiani assoluti (Milano), 400 metri - 45"88

2011
- Oro ai campionati italiani assoluti (Torino), 100 metri - 10"38

2013
- Oro ai campionati italiani assoluti (Milano), 400 metri - 45"71

2014
- Oro ai campionati italiani assoluti (Rovereto), 400 metri - 45"58
- Argento ai campionati italiani assoluti, 200 m piani - 20"71

2015
- Oro ai campionati italiani assoluti (Torino), 400 metri - 46"11
- Bronzo ai campionati italiani assoluti (Torino), 200 metri - 21"24

2016
- Oro ai campionati italiani assoluti (Rieti), 400 metri - 45"12
- Bronzo ai campionati italiani assoluti (Rieti), 200 metri - 20"50 =

2019
- Oro ai campionati italiani assoluti (Bressanone), 400 metri - 45"59

## Vita privata
- È sposato dal 2022 con la collega quattrocentista Maria Benedicta Chigbolu[6] con la quale ha una figlia di nome Rachele[7].